# Beaverlodge
Beaverlodge es un pueblo canadiense situado en la provincia de Alberta.

## Superficie
Beaverlodge tiene una superficie de 5,38 km².

## Demografía
En 2021, tenía 2271 habitantes, una densidad poblacional de 421,9 hab./km², y 1022 viviendas.